# Álvaro Pereira
Álvaro Daniel Pereira Barragán (phát âm tiếng Tây Ban Nha: [ˈalβaɾo peˈɾeiɾa]; sinh ngày 28 tháng 9 năm 1985) là cầu thủ bóng đá chuyên nghiệp người Uruguay đang thi đấu cho Cerro Porteño ở Paraguay. Bên phía cánh trái, anh có thể chơi ở vị trí hậu vệ hay tiền vệ.

### Bàn thắng quốc tế
| #  | Ngày                 | Địa điểm                                             | Đối thủ | Bàn thắng | Kết quả | Giải đấu                 |
| -- | -------------------- | ---------------------------------------------------- | ------- | --------- | ------- | ------------------------ |
| 1. | 11 tháng 2 năm 2009  | Sân vận động 11 tháng 6, Tripoli, Libya              | Libya   | 2–3       | 2–3     | Giao hữu                 |
| 2. | 27 tháng 5 năm 2010  | Sân vận động Centenario, Montevideo, Uruguay         | Israel  | 2–1       | 4–1     | Giao hữu                 |
| 3. | 16 tháng 6 năm 2010  | Sân vận động Loftus Versfeld, Pretoria, Nam Phi      | Nam Phi | 0–3       | 0–3     | World Cup 2010           |
| 4. | 9 tháng 7 năm 2011   | Sân vận động Malvinas Argentinas, Mendoza, Argentina | Chile   | 1–0       | 1–1     | Copa América 2011        |
| 5. | 12 tháng 7 năm 2011  | Sân vận động Ciudad de La Plata, La Plata, Argentina | México  | 1–0       | 1–0     | Copa América 2011        |
| 6. | 5 tháng 3 năm 2014   | Sân vận động Wörthersee, Klagenfurt, Áo              | Áo      | 1–1       | 1–1     | Giao hữu                 |
| 7. | 17 tháng 11 năm 2015 | Sân vận động Centenario, Montevideo, Uruguay         | Chile   | 2–0       | 3–0     | Vòng loại World Cup 2018 |